# Deadpool & Wolverine
Deadpool & Wolverine – amerykański fantastycznonaukowy film akcji z 2024 roku na podstawie serii komiksów o postaciach Deadpoola i Wolverine’a wydawnictwa Marvel Comics. Za reżyserię filmu odpowiadał Shawn Levy, który napisał scenariusz wspólnie z Rhettem Reesem, Paulem Wernickiem, Zebem Wellsem i Ryanem Reynoldsem. Tytułowe role zagrali Reynolds i Hugh Jackman, a obok nich w rolach głównych wystąpili: Emma Corrin, Morena Baccarin i Matthew Macfadyen.
Deadpool & Wolverine wchodzi w skład V Fazy Filmowego Uniwersum Marvela. Jest to trzydziesty czwarty film należący do tej franczyzy, który stanowi część jej drugiego rozdziału zatytułowanego Saga Multiwersum. Równocześnie jest on kontynuacją filmów Deadpool z 2016 i Deadpool 2 z 2018 roku, które są częścią serii filmowej X-Men, która nie należy do Filmowego Uniwersum Marvela. W kinach w USA Deadpool & Wolverine zadebiutował 26 lipca 2024 roku.

## Obsada
- Ryan Reynolds jako Wade Wilson / Deadpool, najemnik, który z powodu nowotworu poddał się eksperymentalnemu programowi mutacyjnemu powodującemu regenerację, ale również oszpecenie[1].
- Hugh Jackman jako James „Logan” Howlett / Wolverine, mutant posiadający szpony w rękach, wyostrzone zmysły oraz umiejętność regeneracji. W wyniku eksperymentu jego szkielet, w tym również szpony, został pokryty niezniszczalnym adamantium[1].
- Emma Corrin jako Cassandra Nova[2][3].
- Matthew Macfadyen jako Paradox, agent Agencji Ochrony Chronostruktury[4][5].
- Morena Baccarin jako Vanessa, była narzeczona Wade’a Wilsona[6].
- Brianna Hildebrand jako Negasonic Teenage Warhead, mutantka należąca do X-Men, która ma zdolność generowania eksplozji wokół swego ciała[7].
- Jennifer Garner jako Elektra Natchios, córka milionera Nikolasa Natchiosa, która jako dziecko była świadkiem morderstwa swojej matki, przez co jej ojciec postanowił wyszkolić ją w sztukach walki[8][9].
- Dafne Keen jako Laura Kinney / X-23, młoda mutantka ze zdolnościami podobnymi do Logana[10][9].
- Chris Evans jako Johnny Storm / Human Torch, członek Fantastycznej Czwórki[9]
- Wesley Snipes jako półwampir Blade[9]
- Channing Tatum jako Remy LeBeau / Gambit[9]

W filmie wystąpili również: Stefan Kapičić jako Peter Rasputin / Colossus, mutant mający zdolność zamienienia swojego ciała w metal, członek X-Men; Karan Soni jako taksówkarz Dopinder; Leslie Uggams jako Blind Al, niewidoma współlokatorka Deadpoola; Shioli Kutsuna jako Yukio, mutantka i dziewczyna Negasonic Teenage Warhead, Rob Delaney jako Peter, Lewis Tan jako Shatterstar, członkowie drużyny X-Force oraz Aaron Stanford jako John Allerdyce / Pyro, mutant potrafiący kontrolować ogień oraz Tyler Mane jako Victor Creed / Szablozębny, brutalny mutant i arcywróg Wolverine'a.

### Wersja polska[16]:
- Maciej Stuhr – Wade Wilson / Deadpool
- Marek Bukowski – James „Logan” Howlett / Wolverine
- Anastazja Pazura – Cassandra Nova
- Rafał Mohr – Pan Paradox
- Michał Piela – Happy Hogan
- Laura Breszka – Vanessa Carlysle
- Krzysztof Czeczot – Peter Wisdom
- Beata Schimscheiner – Ślepa Al
- Maciej Maciejewski – John Allerdyce / Pyro
- Michał Meyer – Dopinder
- Julia Chatys – Negasonic Teenage Warhead
- Marta Dobecka – Yukio
- Szymon Mysłakowski – Colossus
- Zuzanna Jaźwińska – Laura Kinney / X-23
- Karolina Kalina - Bulcewicz – Elektra
- Robert Gonera – Eric Brooks / Blade
- Łukasz Garlicki – Remy LeBeau / Gambit
- Paweł Ciołkosz – Johnny Storm / Ludzka Pochodnia
- Aleksandra Nowicka – Łowczyni B-15

## Produkcja

### Rozwój projektu

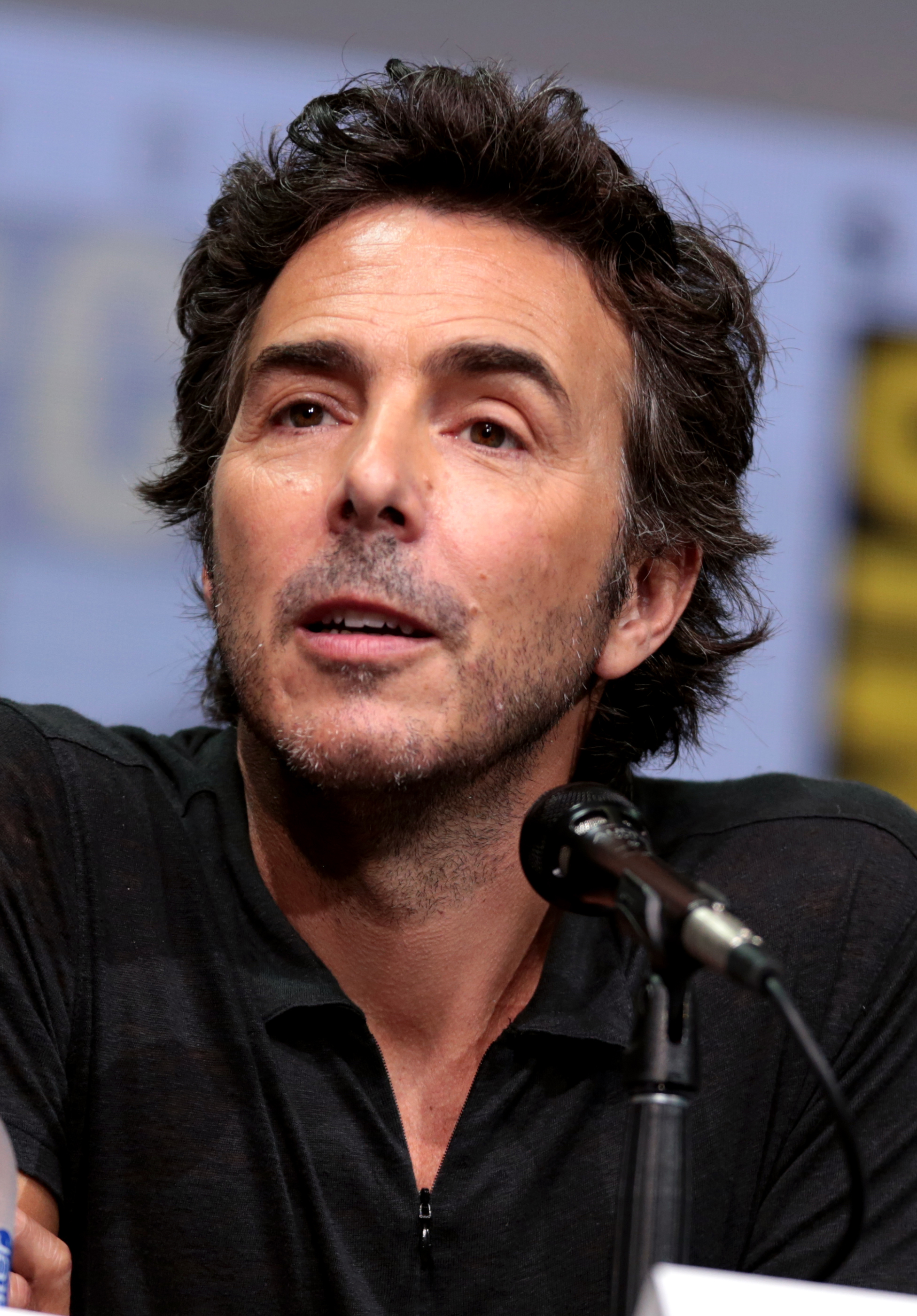
Shawn Levy, reżyser filmu

W listopadzie 2016 roku po sukcesie filmu Deadpool (2016) poinformowano, że wytwórnia 20th Century Fox rozpoczęła prace nad dwoma sequelami. W grudniu 2017 roku po ogłoszeniu zakupu 21st Century Fox przez The Walt Disney Company, Robert Iger poinformował, że planowane jest włączenie Deadpoola zagranego przez Ryana Reynoldsa do Filmowego Uniwersum Marvela z możliwością pozostawienia wysokiej kategorii wiekowej dla kolejnego filmu. W maju 2018 roku, jeszcze przed finalizacją umowy, swoją premierę miał Deadpool 2. Pod koniec roku zdecydowano się wydać wersję Był sobie Deadpool z niższą kategorią wiekową. Disney i Marvel Studios uważnie obserwowały film, by zobaczyć, w jaki sposób może to wpłynąć na ich podejście do postaci w MCU. W styczniu 2019 roku, promując Był sobie Deadpool, Reynolds potwierdził, że trwają prace nad trzecim filmem o Deadpoolu i przyznał, że pójdzie on w „zupełnie innym kierunku”. Później wyjawił, że planowany jest jako film drogi inspirowany Rashōmonem (1950). W marcu The Walt Disney Company sfinalizowało umowę przejęcia 21st Century Fox; równocześnie zostały odzyskane przez Marvel Studios prawa filmowe między innymi do X-Menów i Deadpoola, a dalsze adaptacje Marvel Comics tworzone przez 20th Century Fox zostały wstrzymane. W październiku Rhett Reese i Paul Wernick, scenarzyści dwóch poprzednich części, poinformowali, że zarówno oni, jak i Reynolds czekają na decyzję Marvel Studios dotyczącą przyszłości serii i akceptację scenariusza ze strony wytwórni. Potwierdzili, że powstanie kolejny film o Deadpoolu i że postać zostanie zintegrowana z Filmowym Uniwersum Marvela. Przyznali również, że dzięki MCU będą mogli wykorzystać z większej puli postaci, niż to miało miejsce w momencie, kiedy Fox odpowiadał za produkcję filmów. W tym czasie Reynolds ujawnił, że spotkał się z Marvel Studios, a w grudniu potwierdził, że „cały zespół” aktywnie pracują nad filmem.
W październiku 2020 roku Reynolds i Marvel Studios odbyli szereg spotkań z potencjalnymi scenarzystami, a miesiąc później studio zatrudniło Wendy Molyneux i Lizzie Molyneux-Logelin do napisania scenariusza. Reynolds i Marvel Studios przyznali, że propozycja scenarzystek była zgodna z ich własnymi zamierzeniami dotyczącymi filmu. Reynolds i wytwórnia były otwarte na powrót Davida Leitcha na stanowisko reżysera. Leitch potwierdził, że spotkał się z Marvelem w sprawie filmu, jednak ze względu na harmonogram i inne zobowiązania musiał odmówić. W styczniu 2021 roku Kevin Feige potwierdził, że film będzie miał wysoką kategorię wiekową i będzie częścią MCU. Reynolds nadzorował wówczas proces pisania scenariusza, a Feige poinformował, że zdjęcia rozpoczną się dopiero po 2021 roku ze względu na napięty harmonogram Reynoldsa. W lipcu Reynolds i Taika Waititi promowali swój film Free Guy (2021), występując odpowiednio jako Deadpool i Korg w reklamie tego filmu zatytułowanej Deadpool and Korg React. W tej reklamie Deadpool burzy czwartą ścianę i omawia dołączenie do MCU z Korgiem. W następnym miesiącu Reynolds powiedział, że spodziewa się rozpoczęcia zdjęć w 2022 roku, co również potwierdził Feige.
W marcu 2022 roku Shawn Levy został zatrudniony na stanowisko reżysera filmu oraz że Reese i Wernick zostali zatrudnieni do napisania scenariusza. W tym samym miesiącu poinformowano, że Maximum Effort, wytwórnia Reynoldsa, będzie odpowiadać za współprodukcję filmu. W czerwcu Reese i Wernick wyjawili, że są podekscytowani możliwością wykorzystania elementów MCU jako tła dla filmu i powiedzieli, że Disney i Marvel wspierają żarty na temat franczyzy. Nie potwierdzili, czy zaczynali pracę nad scenariuszem od początku, czy po przerabiali poprzednią wersję scenariusza autorstwa sióstr Molyneux i powiedzieli, że udzielenie odpowiedzi na to pytanie mogłoby ujawnić szczegóły fabuły. We wrześniu Reynolds i Hugh Jackman oficjalnie zapowiedzieli film z datą amerykańskiej premiery zaplanowaną na 6 września 2024 roku. W tym samym miesiącu wyjawili, że film nie będzie kolidował z wydarzeniami z filmem Logan: Wolverine (2017), w których ginie Wolverine. Jackman przyznał, że było to dla niego ważne. Levy wyjawił, że inspirował się filmami: Zdążyć przed północą (1988), 48 godzin (1982) i Samoloty, pociągi i samochody (1987). W październiku rozpoczęto przedprodukcję filmu. W tym samym miesiącu zdecydowano o przesunięciu premiery filmu na 8 listopada 2024 roku. W marcu 2023 roku poinformowano, że Zeb Wells pracował również nad scenariuszem. W czerwcu przesunięto ponownie datę premiery filmu na 3 maja 2024 roku, a w listopadzie – kolejny raz – na 26 lipca 2024 roku. W lutym 2024 roku ujawniono pełny tytuł filmu, Deadpool & Wolverine. Ponadto potwierdzono, że producentami filmu zostali Feige, Reynolds, Levy i Lauren Shuler Donner, a ostateczny scenariusz napisali Reynolds, Reese, Wernick, Wells i Levy.

### Casting
W czerwcu 2019 roku Josh Brolin wyjawił, że rozmawiał z Marvel Studios w sprawie przyszłości roli Cable’a. Brolin zagrał Thanosa w Filmowym Uniwersum Marvela. W październiku Zazie Beetz wyraziła chęć powrotu do roli Domino. W styczniu 2021 roku Ryan Reynolds chciał, aby w filmie zagrał Hugh Jackman jako Wolverine. Pomimo że Jackman wycofywał się z roli Wolverine’a w 2015 roku, sam wyobrażał sobie wspólny film po seansie Deadpoola (2016). W listopadzie Rob Delaney wyraził chęć powrotu jako Peter.
We wrześniu 2022 roku potwierdzono, że Ryan Reynolds ponownie wcieli się w Deadpoola, a Jackman w Wolverine'a. W lutym 2023 roku do obsady dołączyła Emma Corrin. W tym samym miesiącu Patrick Stewart wyjawił, że studio zaproponowało mu ponowne zagranie Profesora X jeszcze w jednym filmie poza Doktor Strange w multiwersum obłędu (2022). W następnym miesiącu poinformowano, że z wcześniejszych filmów o Deadpoolu swoje role powtórzą Leslie Uggams jako Blind Al i Karan Soni jako Dopinder. Poinformowano również, że Matthew Macfadyen zagra w filmie. Pojawia się wtedy również informacja, że Owen Wilson jako Mobius M. Mobius i Tara Strong jako głos Panny Minutki powrócą z serialu Loki. W kwietniu i w maju poinformowano, że z filmów o Deadpoolu powrócą również: Morena Baccarin jako Vanessa, Stefan Kapičić jako głos Petera Rasputina / Colossusa, Delaney jako Peter, Brianna Hildebrand jako Negasonic Teenage Warhead i Shioli Kutsuna jako Yukio. W maju również pojawiła się informacja, że Halle Berry, Famke Janssen i James Marsden powrócą z serii filmowej X-Men jako Storm, Jean Gray i Cyclops.
W czerwcu 2023 roku wyjawiono, że Beetz nie powróci w filmie jako Domino. W lipcu poinformowano, że Jennifer Garner powtórzy rolę Elektry Natchios z filmów Daredevil (2003) i Elektra (2005). We wrześniu Shawn Levy przyznał, że wiele niepotwierdzonych informacji dotyczących castingu jest prawdziwych, ale też, że część z nich nie jest. Poza pojawieniem się Stewarta, Wilsona, Strong, Berry, Janssen i Marsdena, pojawiły się między innymi doniesienia, że w filmie zagrają: Ian McKellen jako Magneto, Channing Tatum jako Gambit, Ben Affleck jako Matt Murdock / Daredevil i Taylor Swift jako Dazzler.
W lutym 2024 roku ujawniono, że Aaron Stanford powróci Pyro z serii filmów X-Men, Lewis Tan powtórzy rolę z Deadpoola 2 jako Shatterstar oraz że Macfadyen zagra Paradoksa.

### Scenografia i kostiumy
W czerwcu 2022 roku poinformowano, że Raymond Chan będzie odpowiadał za scenografię, natomiast w grudniu wyjawiono, że Mayes C. Rubeo zajmie się kostiumami. Graham Churchyard pracował nad kostiumami wspólnie z Rubeo.
Kostium Wolverine’a w filmie jest żółto-niebieski, podobny do tego, który pojawił się w serialu animowanym X-Men (1992–1997) oraz w komiksach, a w szczególności w serii „Astonishing X-Men” z rysunkami Johna Cassadaya. Zawiera on elementy projektu postaci z lat 70. XX wieku autorstwa Johna Romity Sr. i Dave’a Cockruma oraz elementy projektu Jima Lee z lat 90. Dział kostiumów pracował nad kilkoma wersjami, a Shawn Levy chciał mieć pewność, że kostium Wolverine’a będzie nawiązywał do komiksów. Ponadto kostium Hugh Jackmana różni się znacząco od tego, który nosił w serii filmowej X-Men. Zdecydowano się również zmienić kostium Deadpoola. Wykorzystano jaśniejsze odcienie czerwieni oraz powiększono czarne koła na masce. Kostium noszony przez Ryana Reynoldsa nawiązuje do projektu tej postaci w komikach z lat 90.

### Zdjęcia i postprodukcja
Zdjęcia do filmu rozpoczęły się 22 maja 2023 roku w Londynie pod roboczym tytułem Tidal Wave. Operatorem zdjęć został George Richmond. Studio nie brało pod uwagę wpływu strajku scenarzystów w Stanach Zjednoczonych na pracę nad filmem. Zgodnie z zasadami strajku Reynolds jedynie nie mógł pracować w roli scenarzysty podczas zdjęć. Marvel Studios planowało nakręcić wszystko, co jest możliwe podczas głównych zdjęć i wprowadzić niezbędne poprawki Reynoldsa w scenariuszu podczas dokrętek po zakończeniu strajku. Na początku lipca zrealizowano scenę wypadku samochodowego w Londynie. Film był kręcony również w hrabstwie Norfolk oraz w Pinewood Studios. 14 lipca prace na planie zostały zawieszone z powodu strajku aktorów w Stanach Zjednoczonych. Zrealizowano wtedy około połowy filmu i planowano powrócić na plan zdjęciowy zaraz po zakończeniu obu strajków. Shawn Levy zdecydował się w tym czasie na montaż już realizowanego materiału. 27 września zakończył się strajk scenarzystów, natomiast 9 listopada – strajk aktorów. Zdjęcia zostały wznowione 23 listopada. Prace na planie zakończyły się 24 stycznia 2024 roku.
Montażem zajął się Shane Reid. Nad efektami specjalnymi pracowały studia Framestore, Industrial Light & Magic, Wētā FX, Barnstorm VFX i Base FX, a dopowiadali za nie Swen Gillberg i Lisa Marra.

## Muzyka
W lipcu 2023 roku poinformowano, że Rob Simonsen został zatrudniony do skomponowania muzyki do filmu.

## Promocja
11 lutego 2024 roku zaprezentowano pierwszy zwiastun filmu podczas finału Super Bowl LVIII. Został on obejrzany 365 milionów razy w ciągu pierwszych 24 godzin, ustanawiając nowy rekord, który należał wcześniej do Spider-Man: Bez drogi do domu (2021). W kwietniu Kevin Feige i Shawn Levy promowali film podczas CinemaConu, gdzie pokazano jego fragmenty. 22 kwietnia pojawił się drugi zwiastun filmu.

## Wydanie
Światowa premiera filmu miała miejsce w kinie David H. Koch Theater, 22 lipca 2024 roku.
Do dystrybucji kinowej w USA Deadpool & Wolverine wszedł 26 lipca 2024 roku. Początkowo data ta była wyznaczona na 6 września tego samego roku, a następnie była kilkukrotnie przesuwana: na 8 listopada, 3 maja i ostatecznie na 26 lipca.

## Odbiór

### Box office
Budżet filmu wyniósł 200 milionów dolarów, a koszty promocji 100 milionów. Do 16 sierpnia 2024 Deadpool & Wolverine zarobił w kinach 1,086 mld USD, co uczyniło go najbardziej dochodowym filmem wszech czasów w wysokiej kategorii wiekowej. Stał się też drugim w historii (po Jokerze) filmem z tą kategorią wiekową, który zarobił ponad miliard dolarów. w Stanach Zjednoczonych i Kanadzie film ostatecznie 637 mln USD. W innych krajach przychody sięgnęły ponad 701 milionów USD; łącznie dało to ponad 1,3 mld. 
W Polsce w trzech pierwszych tygodniach wyświetlania film obejrzało w kinach ponad 1,1 miliona widzów, a Deadpool & Wolverine został piątym filmem z Filmowego Uniwersum Marvela, który przekroczył milionową widownię.

### Krytyka w mediach
Deadpool & Wolverine spolaryzował krytyków, którzy zwracali uwagę na słabość jego fabuły, lecz docenili humor filmu. W serwisie Rotten Tomatoes 78% z 394 recenzji filmu uznano za pozytywne, a średnia ocen, wystawionych na ich podstawie, wyniosła 6,9 na 10. Na portalu Metacritic średnia ocen z 58 recenzji wyniosła 56 punktów na 100.